# Ivan Milas
Ivan Milas (Imotski, 30 maart 1975) is een Kroatische gewezen voetballer (verdediger) die als laatst speelde voor het Kroatische NK Trnje. Voordien speelde Milas in Kroatië bij onder andere NK Zagreb en NK Rijeka en in België voor RAEC Mons en KAS Eupen.

## Carrière
- 1988 – 1999:  Hrvatski dragovoljac
- 2000 – 2002:  HNK Šibenik
- 2002 – 2003:  NK Zagreb
- 2003 – 2004:  NK Rijeka
- 2004 – jan 2005:  NK Zrinjski Mostar
- jan 2005 – okt 2007:  RAEC Mons
- okt 2007 – 2009:  KAS Eupen
- 2009 – 2010:  NK Trnje